# Emmanuel Briffa
Pour les articles homonymes, voir Briffa.
Emmanuel Briffa, né en 1875 à Birkirkara (Malte) et mort en 1955, est un décorateur de théâtre canadien.

## Biographie

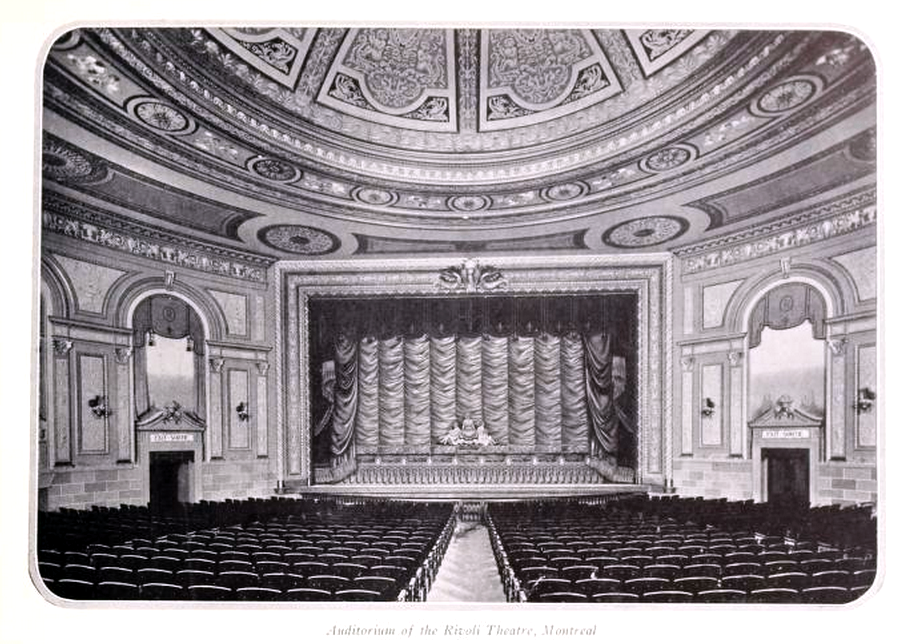
Le théâtre Rivoli en 1927

Fils de Francis Briffa, un ébéniste de Malte, Emmanuel Briffa étudie à l'Accademia di San Luca à Rome à partir de 1895. Il travaille comme décorateur à Malte de 1900 à 1910, puis en Italie, où il se spécialise dans la décoration de théâtres.
En 1912, Briffa émigre aux États-Unis, où il travaille dans différentes villes (New York, Chicago, San Francisco, Détroit). En 1924, il se fixe définitivement à Montréal.

## Carrière

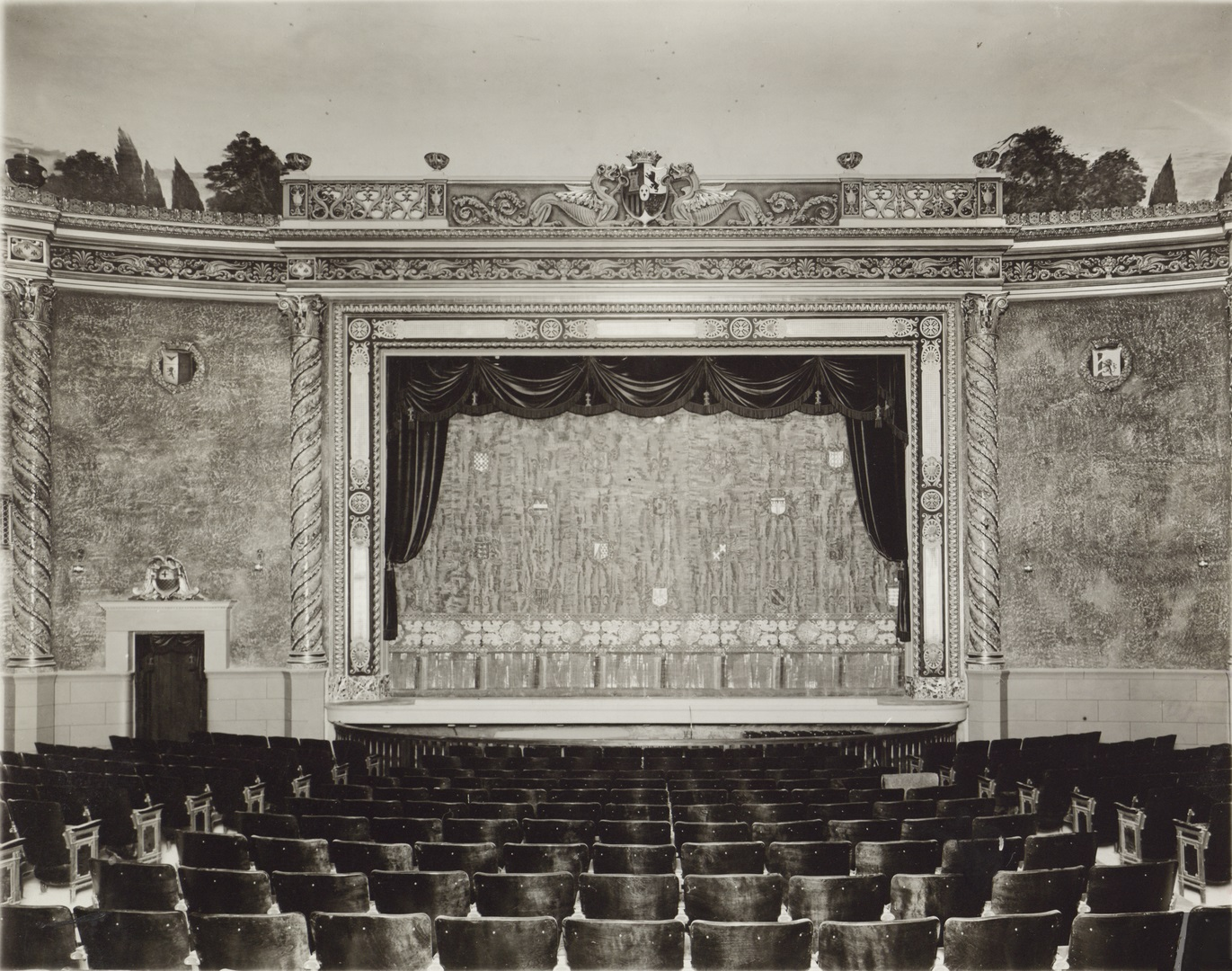
Le théâtre Séville en 1939.

Emmanuel Briffa est considéré comme l'un des plus importants décorateurs de théâtres en Amérique du Nord: il a participé à la décoration de plus de 150 d'entre eux. Au Québec, ses principales œuvres sont: le théâtre Granada, le cinéma Rialto, le théâtre Rivoli, le cinéma l'Empress, le théâtre Outremont, le théâtre Corona, le Séville, le Métropolis, le cinéma Le Château, le théâtre Snowdon, le théâtre Capitol désormais salle J.-Antonio-Thompson (Trois-Rivières), le théâtre Granada (Sherbrooke) et le cinéma York.
Sa sépulture est située dans le Cimetière Notre-Dame-des-Neiges, à Montréal.